# الكريف (بني يوسف)

تعديل مصدري - تعديل

الكريف محلة تابعة لقرية الفصور، التابعة لعزلة بني يوسف بمديرية فرع العدين إحدى مديريات محافظة إب في الجمهورية اليمنية، بلغ تعداد سكانها 21 حسب تعداد اليمن لعام 2004.